# 诺维克湾
诺维克湾（俄语：Бухта Новик）是日本海的海湾，位于俄罗斯岛海岸附近。海湾窄长，入口探入俄罗斯岛西岸北部的叶拉金角和斯塔里茨基角之间，隔开萨皮奥尔内半岛和岛的主要部分。入口处的海湾宽度约为1.5公里。叶拉金角由拉里奥诺夫斯卡亚山的西坡形成，岩石山脊向西南方向延伸出，长2.7公里，深度在尖端以上0.3米。礁石尖端有发光浮标。斯塔里茨基角陡峭而浅，与岩石和礁石相接。海湾周围的海岸高而陡峭，覆盖着灌木丛，海岸平缓，与外界以运河为界。沿海山脉的山坡上覆盖着森林。诺维克湾通过一条人工通道与无名湾相连，人工通道穿过连接萨皮奥尔内半岛及其尖端的地峡——现在的叶连娜岛。
1856年，英国军舰——梅指挥的温彻斯特号护卫舰和弗里曼指挥的巴拉库达号蒸汽单桅帆船对彼得大帝湾进行了调查，并命名为维多利亚湾和丹戴斯湾。1859年，东西伯利亚总督尼古拉·尼古拉耶维奇·穆拉维约夫-阿穆尔斯基率领的7艘船组成的俄罗斯探险队对滨海边疆区进行了调查，重新命名了许多外国人命名的地理特征，包括诺维克湾，以诺维克号护卫舰命名。
在夏季，海湾的水变暖，缺乏舒适的海滩，海湾海岸的海滩度假不常见。冬季水域被冰覆盖，是符拉迪沃斯托克附近最早的冰区之一。冰有时会持续到四月中旬。在冬季，许多冰钓爱好者在海湾的冰上钓鱼。